# 日産但馬販売
日産但馬販売株式会社（にっさんたじまはんばい）とは、かつて存在した兵庫県豊岡市に本社を置く、日産自動車のレッド&ブルーステージ店である。元来但馬地区にあった兵庫県内日産各販売会社の店舗を承継して発足した（その関係から、レッド&ブルーステージになっている）。2019年10月1日、兵庫日産自動車に吸収合併され解散。

## 兵庫県内の他日産車販売店
- 兵庫日産自動車
- 日産プリンス兵庫販売

## 事業所
- 豊岡店（本社）
  - 豊岡市九日市下町169-5
- 日産カーパレス豊岡（中古車センター）・豊岡北店（サービス）
  - 豊岡市中陰318-11
- 八鹿店
  - 養父市八鹿町八鹿1898-1
- 和田山店
  - 朝来市和田山町枚田岡318